# 蘭馬洛克
蘭馬洛克（Lamorak/Lamorac(k)/Lamorat，/ˈlæmərək/），另譯拉莫萊克，是亚瑟王传說的圆桌骑士。初登場於散文詩《崔斯坦》，後登場於Post-Vulgate Cycle及托马斯·马洛礼编辑的《亚瑟之死》。马洛礼称蘭馬洛克为亚瑟王下列名第三的骑士，仅次兰斯洛特及崔斯坦，散文詩《崔斯坦》将蘭馬洛克列为前五名之一， 但蘭馬洛克在騎士文學传统中并不特别受欢迎。